# Garnison Montréal
Pour les articles homonymes, voir Montréal.
La Garnison Montréal (auparavant appelée Base des Forces canadiennes Montréal), aussi appelée Garnison Longue-Pointe, est un réseau de bases des Forces canadiennes situées à Montréal, Québec,. Son nom officiel est la Base de soutien de la 2e Division du Canada Valcartier, détachement Montréal. Son adresse officielle est : 6769, rue Notre-Dame Est, Montréal,.
Il comprend diverses formations de secteurs, de brigades et d'unités de la Force Régulière et de la Force Réserve.

## Histoire
En 1994, les Bases des Forces canadiennes (BFC) Montréal et Saint-Jean ont fusionné pour créer une nouvelle entité, une BFC Montréal élargie regroupant les bases de Longue-Pointe, Saint-Hubert, Saint-Jean, Farnham et le site de Saint-Bruno. En 1998, ce phénomène de fusions se conclut avec l'amalgame des BFC Montréal et BFC Valcartier dans une nouvelle organisation, le Groupe de soutien de la 2 Div CA.

## Description physique
La Garnison Montréal se délimite par des secteurs nord et sud accessibles à partir des rues Notre-Dame et Hochelaga.
Les secteurs nord et sud de la Garnison Montréal occupent une superficie de 2,8 km2.
|  |

La Garnison Montréal s’étend sur plusieurs sites : par exemple de nombreux manèges accueillent les réservistes au site de Saint-Bruno ou aux essais d’équipements maritimes dans l’arrondissement LaSalle.
Sur le site de Saint-Hubert, 190 logements familiaux sont mis à la disposition du personnel militaire.
La Garnison Montréal constitue une importante base militaire située en plein cœur de la ville de Montréal,.

## Données économiques
- La Garnison Montréal emploie environ 2 000 personnes, militaires et civils.
- Des marchandises s’évaluant à plusieurs milliards de dollars sont entreposées à la Garnison Montréal.
- Tout le matériel acheté par les Forces armées canadiennes transite par la Garnison Montréal.
- La Garnison Montréal constitue la plaque tournante de l'armée canadienne.
- Impact de la Garnison Montréal sur les dépenses locales : 200 598 000 $.
- Dépenses locales (directes et indirectes) estimées : 223 210 000 $[9],[10].

La Garnison Montréal est la plaque tournante des Forces armées canadiennes.

## Unités, formations et forces réserves
Les principales unités, formations et forces réserves de la Garnison Montréal sont,:
- 1re Unité dentaire – Détachement Montréal (1 U Dent Det Mtl)
- 2e Division du Canada / Force opérationnelle interarmées (Est) (2 Div CA/FOI (Est))
- 3e Unité de soutien du Canada (3 USC)
- 4e Groupe des services de santé (4 Gp Svc S)
- 4e Unité de contrôle des mouvements des Forces canadiennes (4 UCMFC)
- 5e Régiment de la police militaire (5 Regt PM)
- 25e Dépôt d’approvisionnement des Forces canadiennes (25 DAFC)

The Black Watch (Royal Highland Regiment) of Canada.

- 34e Groupe-brigade du Canada (34 GBC)
- 34e Régiment du génie de combat (34 RGC)
- 41e Centre des services de santé des Forces canadiennes – Montréal (41 C Svc S FC Mtl)
- 202e dépôt d'ateliers (202 DA)
- Assistant du juge-avocat général Région de l’Est (AJAG (Est)/Mtl)
- Capacité de soutien au commandement (CSC)
- Centre d’apprentissage et de carrière (CAC)
- Centre intégré de soutien du personnel – Montréal (CISP Montréal)
- Groupe de soutien de la 2e Division du Canada (GS 2 Div CA)
- Service de gestion des plaintes
- Services des ressources humaines civiles, Ontario - Québec (SRHC Ont-Qc)
- Unité des opérations immobilières (Québec) – Section Montréal (UOI (Québec) - Sect Mtl)

- La musique, 34e Groupe-brigade du Canada
- The Royal Canadian Hussars (Montreal)
- Le Régiment de Hull (RCAC)
- 2e Régiment d'artillerie de campagne
- 3e Régiment du génie
- 9e Escadron du génie
- The Canadian Grenadier Guards
- The Black Watch (Royal Highland Regiment) of Canada
- Les cornemuses et tambours, The Black Watch (Royal Highland Regiment) of Canada
- 4e Bataillon, Royal 22e Régiment (Châteauguay)
- 6e Bataillon, Royal 22e Régiment
- La musique, 6e Bataillon, Royal 22e Régiment
- Les Fusiliers Mont-Royal
- Le Régiment de Maisonneuve
- The Royal Montreal Regiment
- 34e Régiment des transmissions
- 51e Bataillon des services (Montréal)
- 51e Peloton de police militaire

## Journal de la Garnison Montréal
Le Journal Servir est le journal officiel de la Garnison Montréal. Il couvre les besoins militaires de la région de Montréal et de St-Jean. Tous les deux mercredis, quelque 3 300 copies sont distribuées gratuitement aux Garnisons Montréal, Saint-Jean et ailleurs dans la région couverte,.

## Le Bâtiment 42
Le Bâtiment 42 situé sur la Garnison Montréal nommé Garnison Longue-Pointe et situé sur la rue Notre-Dame est un site patrimonial reconnu du Canada.

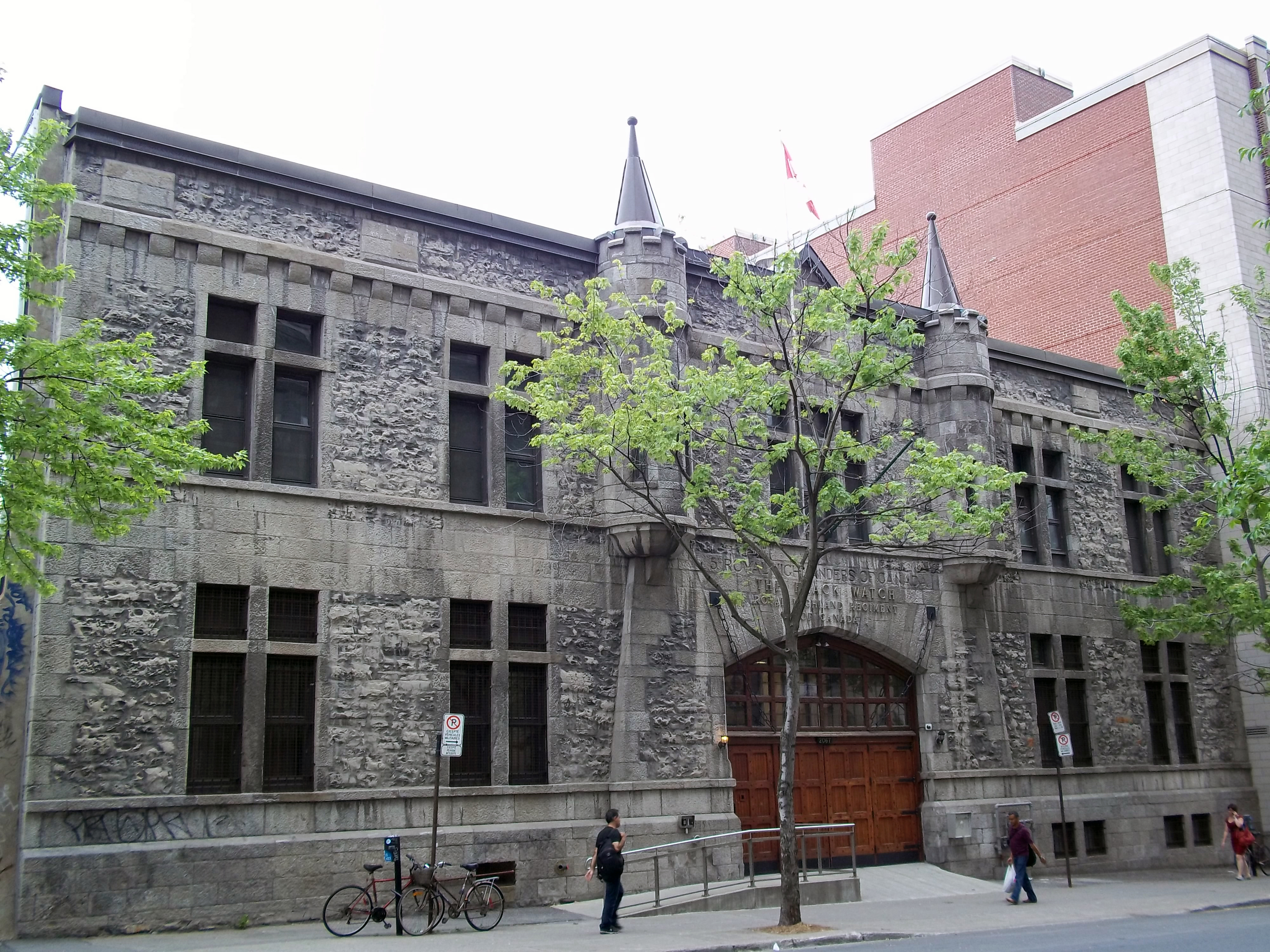
Manège militaire du Black Watch, rue De Bleury, reconnue lieu historique national[14].
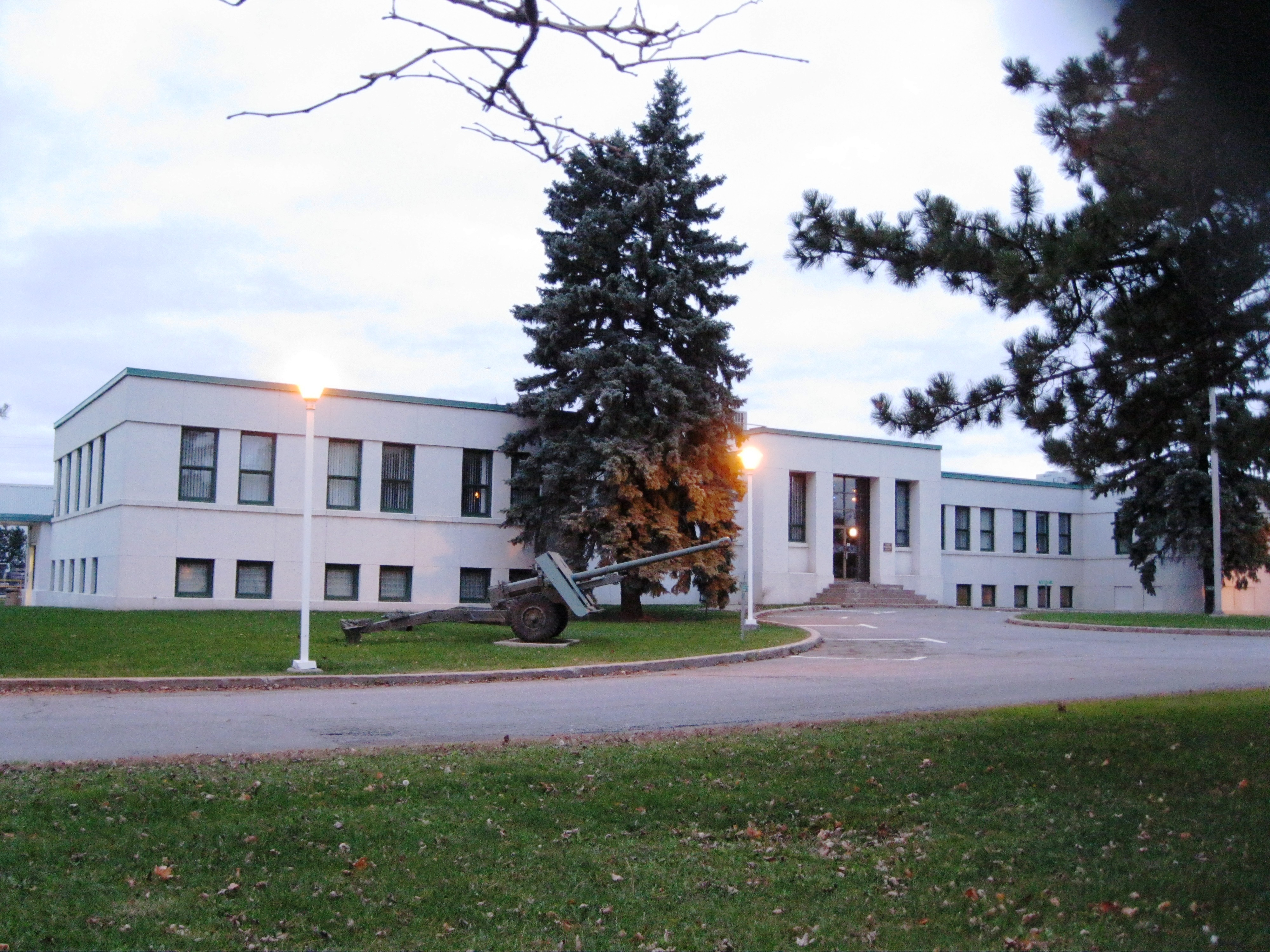
Le Bâtiment 42.
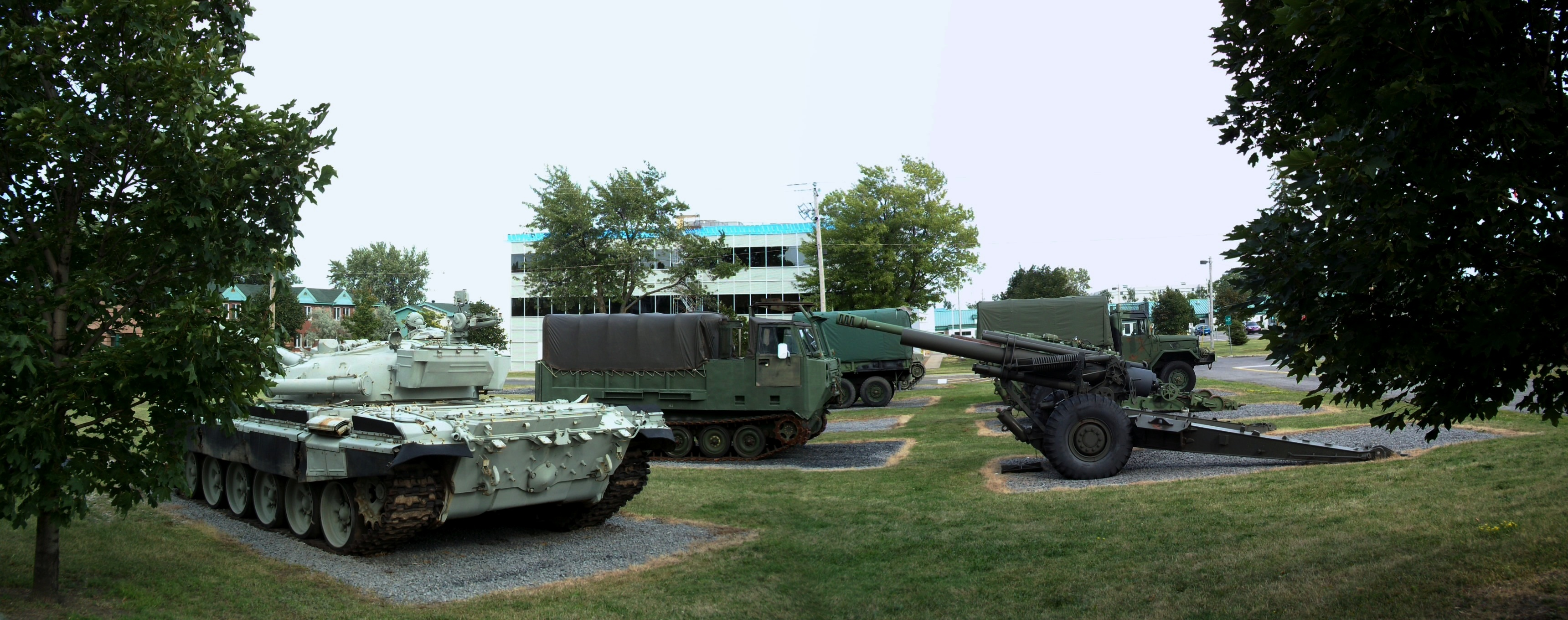
Garnison Montréal.